# Wołomin
Wołomin [vɔˈwɔmin] es una ciudad del voivodato de Mazovia en Polonia, con una población de 36.711 habitantes. Es la capital y ciudad más poblada del gmina de Wołomin. Wołomin está situado a 20 kilómetros al este de Varsovia, cerca de la vía férrea que une la capital con Bialystok.

## Historia
Wołomin fue mencionada por primera vez en documentos del siglo XV, cuando el rey Vladislao II exigió una lista de todos los pueblos de la región de Mazovia. Desde el siglo XIX, y a partir de la fundación del ferrocarril en 1862, Wołomin se convirtió en un destino de vacaciones de verano para los ciudadanos de Varsovia. La fábrica de vidrio Wołomin, propulsoras de la industria en la ciudad, fueron fundadas en el principio del siglo XX. Wołomin recibió el título de ciudad en 1919. En 1920, la decisiva batalla de Varsovia se llevó a cabo cerca de Wołomin.
La escritora polaca Zofia Nałkowska tuvo una casa en Wołomin, que se convirtió en una inspiración para su libro Casa sobre prados (en polaco: Dom nad łąkami). Durante la Segunda Guerra Mundial, los judíos de Wołomin fueron trasladados al gueto de Varsovia y exterminados por los alemanes. La mayor parte de la comunidad rusa de la ciudad había escapado hacia el oeste antes de la llegada del Ejército Rojo.
En 1944 tuvo lugar una batalla que se libró cerca de la ciudad entre las unidades blindadas soviéticas y la 39a Panzer Corps alemanas. Las pérdidas soviéticas eran altas y el Ejército Rojo se vio obligado a retirarse.
Después de la guerra, Wołomin se convirtió en la capital del powiat de Wołomin y comenzó a crecer rápidamente. La antigua fábrica de vidrio se vino abajo en 1989, y varias familias perdieron su empleo. Wołomin pronto se convirtió en un suburbio de Varsovia, y en la actualidad gran parte de la población de la ciudad trabaja en la capital.

## Deportes
- BS Sure Shot Wołomin, equipo de baloncesto femenino que milita en la segunda división.
- Stolarka Wołomin, equipo profesional de voleibol masculino, miembro fundador de la Plusliga, máxima categoría del voleibol en Polonia.
- Huragan Wołomin, equipo de fútbol que milita en la III Liga.

## Ciudades hermanadas
- Italia - Salerno